# Opera italiana in Russia
L'opera lirica si affermò in Russia nel XVIII secolo grazie alle compagnie teatrali italiane che eseguivano opere in lingua italiana. Per un lungo periodo nei teatri d'opera della Russia si eseguì dunque soprattutto opera italiana.

## Storia
Nata in Italia verso la fine del XVI secolo, l'opera si diffuse in tutta Europa e raggiunse la Russia nel 1731, quando Augusto II il Forte, re di Polonia ed elettore di Sassonia inviò la sua compagnia teatrale italiana, che operava a Dresda (sede dell'elettorato), al servizio dell'imperatrice russa Anna per la celebrazione della sua incoronazione a Mosca.
La prima opera messa in scena in Russia fu il Calandro di Giovanni Alberto Ristori (1692-1753), data a Mosca nel 1731) sotto la direzione del compositore stesso e del padre Tommaso Ristori e con l'impiego di tredici attori e nuovi cantanti (tra i quali Ludovica Seyfried, Margherita Ermini e Rosalia Fantasia).
Da questo momento in poi tutte le compagnie operistiche italiani furono ben accolto in Russia dall'imperatrice e dalla sua corte. Nel 1735 una grande compagnia italiana guidata dal compositore napoletano Francesco Araja fu invitata per la prima volta a lavorare a San Pietroburgo. La prima opera che presentarono fu La forza dell'amore e dell'odio di Araja sui versi di Francesco Prata e fu data l'8 febbraio (29 gennaio secondo il calendario giuliano) e nel 1736 come Sila lyubvi i nenavisti. Le due successive produzioni di Araja furono le opere serie Il finto Nino overo La Semiramide riconosciuta, su libretto di Francesco Silvani e rappresentata il 9 febbraio 1737 (28 gennaio) a San Pietroburgo, e l'Artaserse di Pietro Metastasio, messa in scena il 9 febbraio (28 gennaio) 1738 nella medesima città. Araja trascorse circa 25 anni in Russia e scrisse scirca 14 opere la corte russa.
Nel 1742 in relazione alle celebrazioni per l'incoronazione ad imperatrice di Elizaveta Petrovna, fu rappresentato a Mosca il Tito Vespasiano (La clemenza di Tito) di Johann Adolf Hasse (1699-1783). Un nuovo teatro fu costruito per questo evento. Nel 1743 al Palazzo d'Inverno di San Pietroburgo, invece della piccola sala delle Comedie et opere, fu costruito un nuovo Teatro dell'Opera (progettato dall'architetto italiano Bartolomeo Rastrelli) e il quale poteva tenere circa un centinaio di persone.
Il 7 maggio (26 aprile) 1744 fu dato il Seleuco di Araja, un'opera seria del librettista Giuseppe Bonecchi, che fu data il 7 maggio (26 aprile) 1744 a Mosca come parte delle doppie celebrazioni per l'anniversario dell'incoronazione dell'imperatrice Elisabetta e per la conclusione del trattato di pace con la Svezia.
La rappresentazione del Bellerofonte di Araja, sempre basato sul testo di Bonecchi, (9 dicembre (28 novembre) 1750 a San Pietroburgo) fu degna di nota per la partecipazione del cantante russo Mark Poltoratsk, che cantò nella parte di Atamante.